# Mns Cot Kupok
Mns Cot Kupok is een bestuurslaag in het regentschap Aceh Utara van de provincie Atjeh, Indonesië. Mns Cot Kupok telt 556 inwoners (volkstelling 2010).